# Anne-Marie (sanger)
Anne-Marie Rose Nicholson (født 7. april 1991 i East Tilbury, Essex, Storbritannien ) er en engelsk sanger og sangskriver.
Anne-Marie har sort bælte i Shotokan karate efter hun startede med at gå til karate som 9-årig. Hun vandt to gange guld ved Funakoshi Shotokan Karate Association World Championships i 2002, guld og sølv ved Funakoshi Shotokan Karate Association World Championships i 2007 og guld ved United Kingdom Traditional Karate Federation National Championships. Hun tillægger sin karate værdi, i form af "discipline and focus – basically everything I need for this career" (oversat: disciplin og fokus - i bund og grund alt hvad jeg behøver til denne karriere). Hun har dog ikke længere tid til at træne regelmæssigt på grund af hendes spillejobs. Hun gik på Palmer's College i Thurrock som teenager.

## Diskografi
- Speak Your Mind (2018)